# Quimbaya
Quimbaya ist eine Gemeinde (municipio) im Departamento Quindío in der kolumbianischen Kaffeeanbauregion (eje cafetero). Der Name Quimbaya stammt von der vor der Ankunft der Spanier in der Region lebenden indigenen Quimbaya-Kultur.

## Geographie
Quimbaya liegt auf einer Höhe von 1425 m ü. NN 20 km nordwestlich von Armenia und hat eine Jahresdurchschnittstemperatur von 21 °C. Quimbaya grenzt im Norden an Alcalá im Departamento Valle del Cauca, im Süden an Montenegro, im Osten an Filandia und an Circasia und im Westen an Cartago und Obando in Valle del Cauca.

## Bevölkerung
Die Gemeinde Quimbaya hat 31.931 Einwohner, von denen 26.239 im städtischen Teil (cabecera municipal) der Gemeinde leben (Stand: 2022).

## Geschichte
Die Region wurde ab dem 19. Jahrhundert von Antioquia aus besiedelt. Quimbaya wurde 1914 gegründet und erhielt 1922 den Status einer Gemeinde.

## Wirtschaft
Der wichtigste Wirtschaftszweig von Quimbaya ist die Landwirtschaft. Insbesondere werden Kaffee, aber auch Bananen, Tomaten, Gemüse und Zitruspflanzen angebaut. Zudem spielt die Rinderproduktion eine wichtige Rolle.

## Söhne und Töchter der Stadt
- Luis Albeiro Cortés Rendón (1952–2022), Bischof von Vélez (2003–2015) und Weihbischof von Pereira (2015–2022)
- Duvan López (* 1954), Maler und Bildhauer